# 名古屋市制100周年記念
名古屋市制100周年記念（なごやしせいひゃくしゅうねんきねん）は、かつて中京競馬場で行われた地方競馬の重賞競走（平地競走）である。

## 概要
1989年、愛知県競馬組合が中央競馬招待競走として施行した。出走条件はサラブレッド系4歳以上（馬齢は旧表記）。出走枠は中央招待馬4頭、地方選定馬8頭の計12頭であり、東海地区（愛知、笠松）の他、大井、浦和、金沢からも参戦があった。
この競走の1着賞金4000万円は、同年の帝王賞と同額であり、JRA主催の中京競馬場の重賞との比較でも高松宮杯（当時JRAGII）に次ぐ、当時の地方競馬としては破格の額であった。
地方競馬における中央地方全国交流競走としては当時初、また現在まで唯一の芝コースでの競走であったが、この1回限りで廃止され、翌年からはターフチャンピオンシップとして、中央競馬を含まない地方競馬全国の所属馬による4歳戦（馬齢は旧表記）に引き継がれた。
なお、この競走は、第1回ブリーダーズゴールドカップと同日に行われた。

## 優勝馬
| 施行日         | 距離    | 頭数 | 優勝馬       | 性齢 | 所属 | タイム    | 優勝騎手 | 管理調教師 |
| -------------- | ------- | ---- | ------------ | ---- | ---- | --------- | -------- | ---------- |
| 1989年10月10日 | 芝2000m | 12頭 | シヨノロマン | 牝5  | JRA  | R1分58秒3 | 武豊     | 庄野穂積   |

- 優勝馬の馬齢は旧表記を用いる。
- Rは、コースレコード（東海公営）を示す。

### 競走結果の出典
- JBISサーチ
  - 1989年